# Puget Sound Navy Museum
Musée naval du Puget Sound
Le Puget Sound Navy Museum  est un musée naval officiel situé à Bremerton, État de Washington, États-Unis. Le musée est l'un des 10 musées de l'US Navy gérés par le Naval History & Heritage Command. Il est situé près du terminal des Washington State Ferries (en), du chantier naval de Puget Sound et de l'annex de la Base navale de Kitsap. Selon le site Web du musée, sa mission est de "collecter, préserver et interpréter le patrimoine naval du Nord-Ouest Pacifique au profit de la marine américaine et du grand public".

## Collections
- Histoire navale de la région à travers des expositions [1] sur le chantier naval de Puget Sound,
- Section consacrée au porte-avions USS John C. Stennis (CVN-74)[2],
- À l'extérieur du musée, le kiosque du sous-marin USS Parche (SSN-683) de classe Sturgeon est exposée[3].

Le musée propose une boutique de cadeaux, une bibliothèque de recherche et un espace pour enfants.

## Historique
Le Puget Sound Navy Museum a organisé une cérémonie d'inauguration pour officiellement ouvrir les portes du musée après avoir été déplacé vers son nouvel emplacement sur le front de mer de Bremerton le 24 août. 
L'ancien bâtiment historique 50 du chantier naval de Puget Sound (PSNS) a été déplacé et rénové pour abriter les expositions des musées. Il s'agissait du cinquième déménagement du musée en 52 ans d'exploitation.

## Galerie

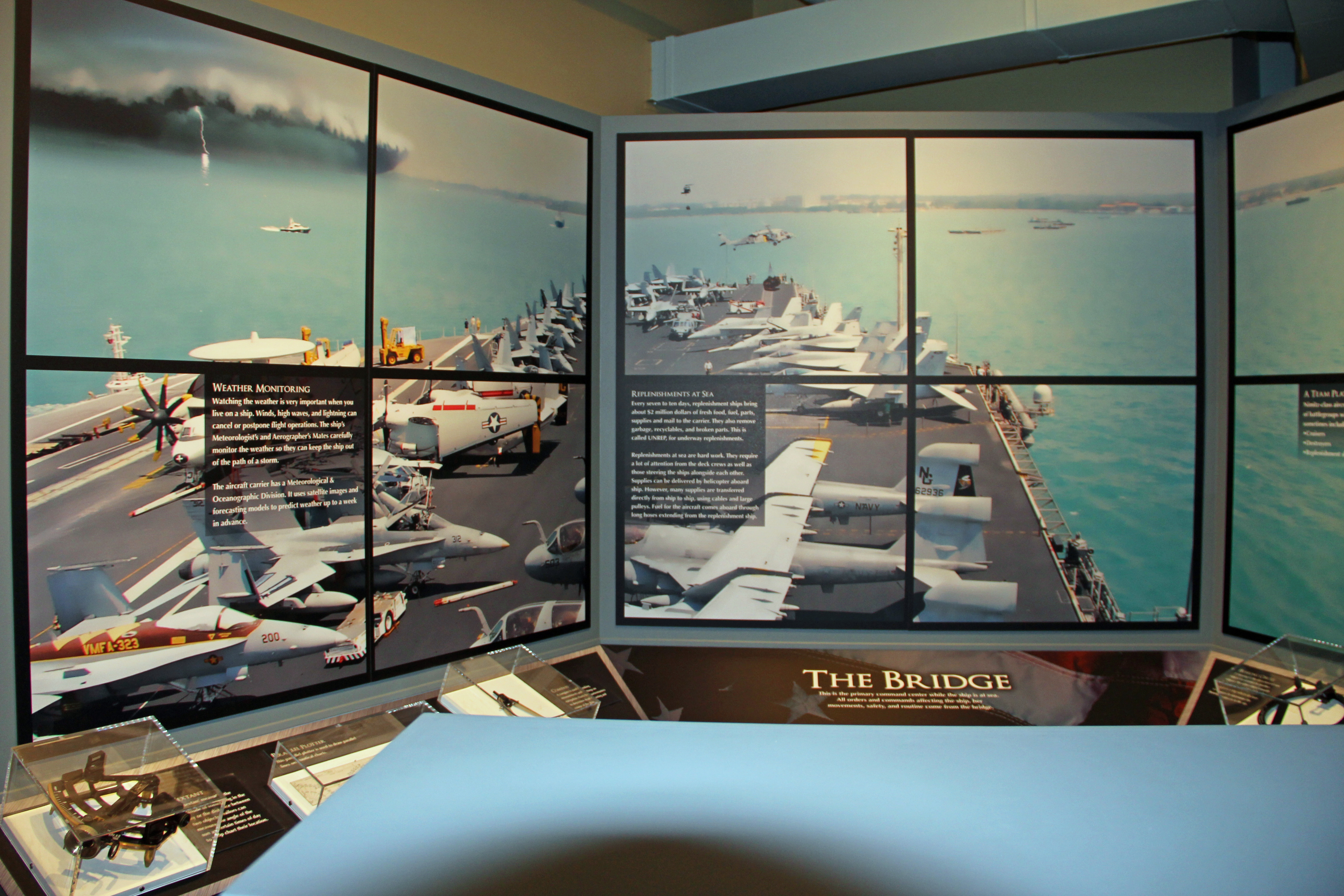
Le pont de l'USS John C. Stennis
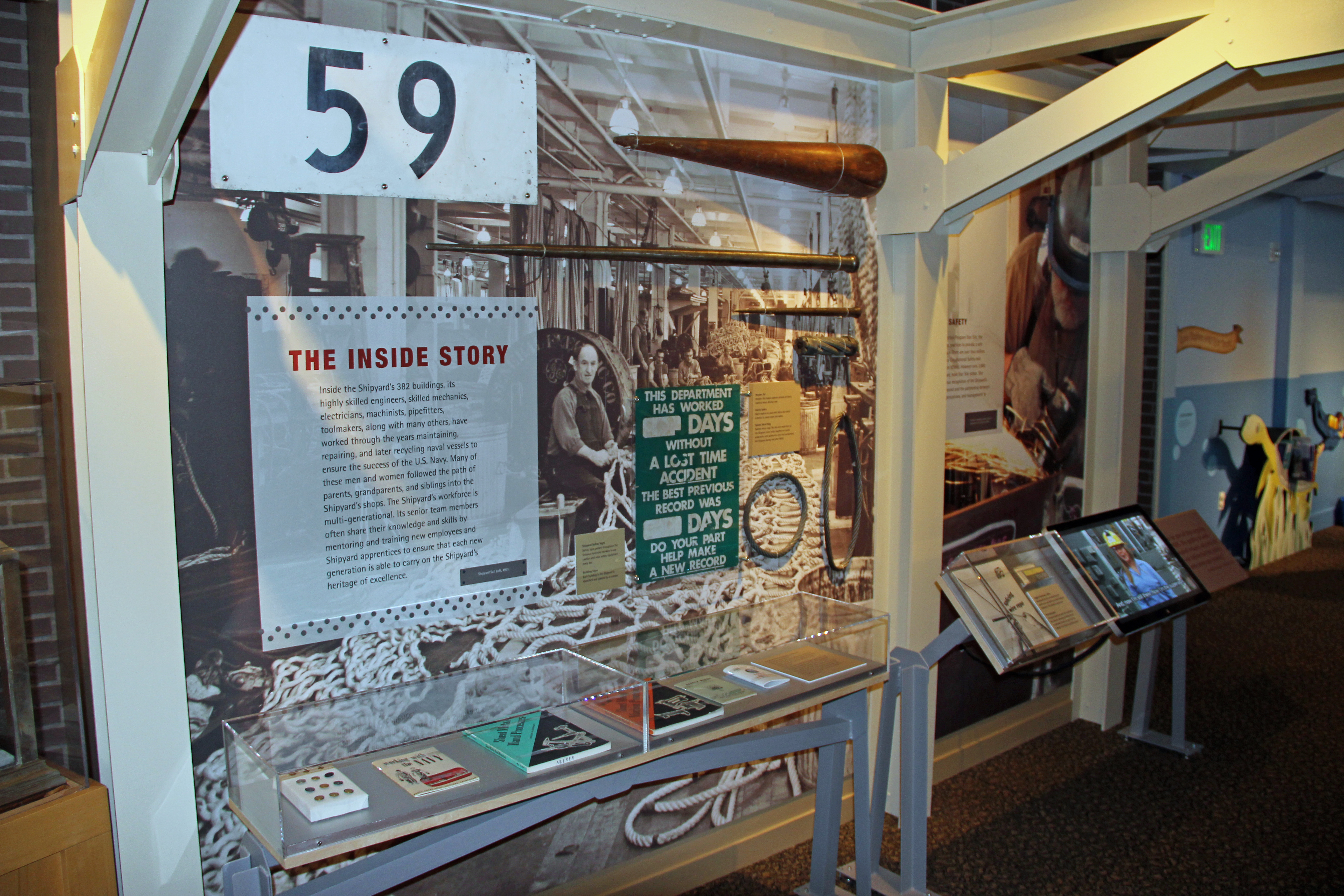